# АЦПТ-0,9

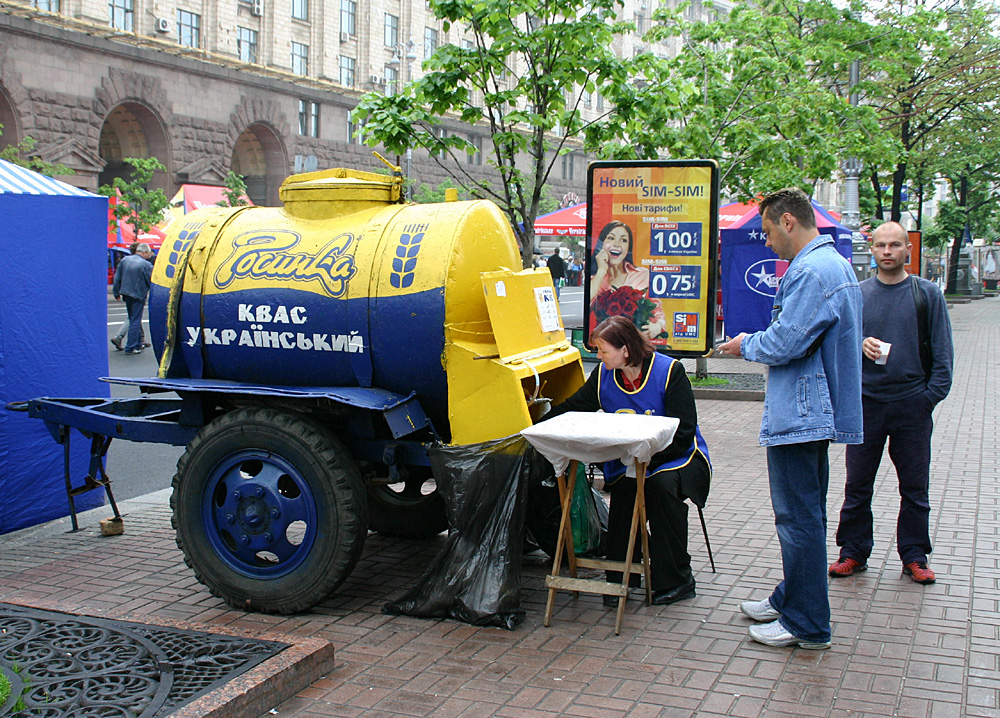
Продаж квасу з бочки АЦПТ-0,9 у Києві

АЦПТ-0,9 — причіп-цистерна для перевезення та продажу квасу. Випускалась Сокулукським заводом торгового машинобудування (Киргизстан) з 1976 року на шасі причепа ТАПЗ-755А.
Цистерна — циліндрична, односекційна, виготовлена з листового алюмінію, покрита термоізоляційним шаром, зовні обшита листовою сталлю.
Наповнення цистерни здійснюється через заливний штуцер діаметром 45 мм.

## Технічні характеристики
| Параметр                                                                                   | Параметр                                                                                   | Характеристика | Характеристика |
| ------------------------------------------------------------------------------------------ | ------------------------------------------------------------------------------------------ | -------------- | -------------- |
| Експлуатаційний об'єм цистерни, л                                                          | Експлуатаційний об'єм цистерни, л                                                          | 900            | 900            |
| Власна маса причепа, кг                                                                    | Власна маса причепа, кг                                                                    | 850            | 850            |
| Повна маса причепа, кг                                                                     | Повна маса причепа, кг                                                                     | 1 750          | 1 750          |
| Власна маса цистерни, кг                                                                   | Власна маса цистерни, кг                                                                   | 380            | 380            |
| Габаритні розміри причепа, мм                                                              | довжина                                                                                    | 3 370          |                |
| Габаритні розміри причепа, мм                                                              | ширина                                                                                     | 1 800          |                |
| Габаритні розміри причепа, мм                                                              | висота                                                                                     | 2 200          |                |
| Внутрішні розміри цистерни, мм                                                             | довжина                                                                                    | 1 655          |                |
| Внутрішні розміри цистерни, мм                                                             | діаметр                                                                                    | 850            |                |
| Діаметр горловини, мм                                                                      | Діаметр горловини, мм                                                                      | 498            | 498            |
| Умовний прохід зливного крана, мм                                                          | Умовний прохід зливного крана, мм                                                          | 20             | 20             |
| Зміна температури квасу протягом 10 год при температурі навколишнього повітря ±30 °С, град | Зміна температури квасу протягом 10 год при температурі навколишнього повітря ±30 °С, град | 2              | 2              |